# Прапор Барбадосу
Пра́пор Барбадо́су — один з офіційних символів Барбадосу. Офіційно затверджений 30 листопада 1966 року. Прапор складається з трьох однакових вертикальних стрічок (сині стрічки по краях, жовта стрічка у центрі). У центр прапора вписаний тризубець. Співвідношення сторін 2:3.
Синій колір символізує море, а жовтий — пісок. Тризубець трактується як відображення трьох основних принципів Барбадосу: влада з народу, влада разом з народом, влада для народу (англ. government of the people, government for the people, and government by the people.). Крім того, тризуб трактується, як символ Нептуна, а також нагадування про колоніальне минуле країни та розрив з ним.

## Інші прапори

Морський прапор
Прапор колонії Барбадос 1870–1966
Прапор Генерал-губернатора Барбадосу, 1966–2021
Особистий прапор королеви Єлизавета II в Барбадосі 1966–2021